# H2数据库
H2是一个Java编写的关系型数据库，它可以被嵌入Java应用程序中使用，或者作为一个单独的数据库服务器运行。
H2数据库的前身是 HypersonicSQL，它的名字的含义是 Hypersonic2，但是它的代码是从头开始编写的，没有使用HypersonicSQL或者HSQLDB的代码。